# Discestra grisescens
Discestra grisescens là một loài bướm đêm trong họ Noctuidae.